# لاميون غارغاني
لاميون غارغاني (الاسم العلمي: Lamium garganicum) هو نوع من النباتات يتبع جنس اللاميون من الفصيلة الشفوية.
أسم هذا النوع منسوب إلى شبه جزيرة غارغانو الإيطالية.